# Наёмницы
Наёмницы (англ. Mercenaries) — американский фильм 2014 года от The Asylum. В фильме снялись Кристанна Локен, Бриджитт Нильсен, Вивика А. Фокс, Синтия Ротрок, Зои Белл и другие известные американские актрисы. По традиции киностудии, фильм является мокбастером вышедшего позднее «Неудержимые 3».

## Сюжет
Во время визита в Казахстан была похищена дочь президента США. Для её спасения ЦРУ решило создать команду из женщин, отбывающих наказание в тюрьмах США, которым за участие в этой спецоперации будет дано полное помилование. Наёмницы освобождают похищенную из плена, но дальше всё идёт совсем не так, как было запланировано.

## Отзывы
Фильм получил в среднем весьма прохладные отзывы. Сайт Manly Movie оценил его в 3 балла из 10, заявив, что фильм держится исключительно благодаря отличной игре Зои Белл. Action Elite оценил фильм в два с половиной балла из пяти, полностью поддержав доводы Manly Movie. 3,7 балла из 10 картина получила на IMDb.

## В ролях
- Бриджитт Нильсен — Ульрика
- Синтия Ротрок — Мона Кендэлл, ЦРУ
- Николь Бильдербак[англ.] — Мэй-Линь Фон эксперт по взрывчатке, пилот
- Кристанна Локен — Кэт Морган бывший морской котик, снайпер
- Зои Белл — Кассандра Клей
- Вивика А. Фокс — Рэйвен бывший агент ЦРУ
- Тиффани Панилансон — Элис, похищенная дочь президента США
- Тим Эбелл — Григорий Бабишков, жестокий наёмник, правая рука Ульрики
- Джералд Уэбб — Бобби
- Алексис Рейч[фр.] — Лекси
- Дэмиан Пуатье[англ.] — Веббер
- Морган Бенуа — Штефан
- Алисия Вигил — Кристина
- Скотт Томас Рейнольдс — агент Рейнольд